# Otto von Erdmannsdorff
Otto Bernhard Gustav von Erdmannsdorff (geboren 22. Oktober 1888 in Dresden; gestorben 30. Dezember 1978 in Starnberg) war ein deutscher Beamter im Auswärtigen Dienst, wurde Mitglied der NSDAP und Botschafter in Budapest, war Angeklagter beim Wilhelmstraßen-Prozess, wo er als Nicht Schuldig entlassen wurde.

## Leben
Otto von Erdmannsdorff war ein Sohn des sächsischen Oberstleutnants Hans von Erdmannsdorff (* 6. Mai 1858; † 12. Dezember 1945) und dessen Ehefrau Johanna, geborene von Schönberg (* 1867; † 1945) aus dem Hause Kreipitzsch.
Die Schule besuchte Otto von Erdmannsdorff in Dresden, Chemnitz sowie Ilefeld und legte 1907 das Abitur ab. Danach absolvierte er einen Militärdienst als Einjährig-Freiwilliger. Ab Oktober 1907 studierte er Jura an den Universitäten in Grenoble, München, Kiel und Leipzig. Nach erfolgreichem Referendarexamen begann er 1912 eine Tätigkeit im königlich sächsischen Justizdienst. Im gleichen Jahr promovierte er zum Dr. iur. Im Rahmen seiner Referendartätigkeit erfolgte seine Abordnung nach Tsingtau. Von dort kehrte er mit Beginn des Ersten Weltkriegs zurück und war an verschiedenen Fronten, zuletzt im Range eines Oberleutnants, eingesetzt. Während des Krieges wurden ihm beide Klassen des Eisernen Kreuzes sowie das Ritterkreuz II. Klasse des Albrechts-Ordens und des Verdienstordens mit Schwertern verliehen. Noch während dieser Zeit legte er im März 1920 sein Assessorenexamen ab.
Ende 1918 wurde Otto von Erdmannsdorff in den Auswärtigen Dienst gerufen und an der deutschen Gesandtschaft in Riga eingesetzt. Zeitweilig übernahm er kommissarisch die Leitung. Nach dem Zusammenbruch des Kaiserreiches wurde er in das Auswärtige Amt der Weimarer Republik übernommen. Sein Einsatz erfolgte 1919 in der Außenhandelsstelle und im März 1920 an der deutschen Gesandtschaft in Mexiko. Hier führte er die Amtsbezeichnung als Legationssekretär. Der Einsatz in Mexiko endete im Sommer 1923. Daraufhin kehrte er nach Deutschland zurück und wurde in der Abteilung I (Personal und Verwaltung) tätig. Hier erfolgte Ende 1924 seine Ernennung zum Legationsrat. Ein Jahr später wechselte er als Oberregierungsrat in das Büro des Reichspräsidenten Paul von Beneckendorff und von Hindenburg (1847–1934). Diese Tätigkeit übte er bis Sommer 1928 aus und wurde von hier als Botschaftsrat an die deutsche Gesandtschaft in Peking beordert. Von Dezember 1929 bis Mai 1930 war er in China im Einsatz und wurde ab Juni 1930 zur kommissarischen Wahrnehmung der Geschäfte eines Botschaftsrates an die deutsche Botschaft in Tokio entsandt. Deutscher Botschafter in Japan war zu dieser Zeit Ernst Arthur Voretzsch (1868–1965). Im Folgejahr wurde er auch zum Botschaftsrat ernannt. Mit dem Ende seiner Amtszeit kehrte er im März 1933 nach Berlin zurück und wurde dort in der Abteilung IV (Osteuropa, Skandinavien, Ostasien) tätig. Es schlossen sich Tätigkeit in der Politischen Abteilung und 1936 seine Ernennung zum Gesandten I. Klasse an.
Otto von Erdmannsdorff trat zum 1. Mai 1937 in die NSDAP ein (Mitgliedsnummer 3.900.001) und wurde am 11. Mai 1937 Gesandter bei Horthy in Ungarn, das mit dem nationalsozialistischen Regime in Deutschland eng verbündet war. In diese Zeit fielen die außenpolitischen Erfolge Ungarns, den Vertrag von Trianon zu revidieren: im Ersten Wiener Schiedsspruch vom 2. November 1938 kamen Teile der Slowakei an Ungarn und aufgrund Hitlers Vermittlung erhielt Ungarn im Zweiten Wiener Schiedsspruch 1940 einen Teil Siebenbürgens von Rumänien zurück. Ungarn war 1940 dem Dreimächtepakt der Achsenmächte Deutschland, Italien und Japan beigetreten. Daraus folgte dann auch die Beteiligung Ungarns an dem Überfall auf Jugoslawien am 6. April 1941. Nach Beginn des Krieges gegen die Sowjetunion am 27. Juni 1941, an dem auch Ungarn beteiligt war, wurde Erdmannsdorff im Juli 1941 von Dietrich von Jagow abgelöst und arbeitete danach in der Politischen Abteilung des Auswärtigen Amtes in Berlin unter Ernst Woermann.
Ende 1942 gab es Planungen der Waffen-SS, neue Freiwilligenverbände in Bulgarien anzuwerben. Hitler lehnte dies jedoch ab, da er die bulgarischen Streitkräfte in voller Stärke an der türkischen Grenze benötigte. Erdmannsdorff informierte daraufhin den SS-Obergruppenführer Wolff.
Das Auswärtige Amt war nicht nur bei der Wannseekonferenz vertreten gewesen, sondern in der Folge auch an der Deportation der Juden beteiligt, und Erdmannsdorff paraphierte solche Schriftstücke, so verlangte „Der Außenminister“, hier unterzeichneten: Werner von Grundherr zu Altenthann und Weiherhaus, Erdmannsdorff und Andor Hencke, am 17. September 1943 von der Botschaft in Kopenhagen „über die Art des Abtransports der Juden, der im Prinzip beschlossen ist, genaue Vorschläge zu machen“. Erdmannsdorff gehörte wie der Judenreferent Franz Rademacher zu den Beamten im Auswärtigen Dienst, die eine „Judenwohnung“, also eine Wohnung, die durch Deportation frei geworden war, beanspruchten, so sein Antrag vom 21. März 1942 an die Personalabteilung.
Am 8. April 1944 war Erdmannsdorff daran beteiligt, wie das Auswärtige Amt die Ausreise von „7000 rumänischen Juden, überwiegend Kindern“ mit dem Schiff „Tari“ mit diplomatischen Mitteln zu verhindern suchte.

## Familie
Otto von Erdmannsdorff war zweimal verheiratet, zuerst 1923 in Hamburg mit der Konsulstochter Irmgard Albert, die in Mexico geboren war, die Scheidung erfolgte im Frühjahr 1939. Aus dieser Ehe stammten die Tochter Jutta und der Sohn Wolf-Dietrich; vier Enkelkinder. Im Dezember 1939 heiratete Erdmannsdorff in Berlin Erika von Seydewitz, Tochter der Coralie Bilharz und des Generals Max von Seydewitz. Erika von Erdmannsdorff lebte als Witwe in Pöcking.

## Prozess
Bei Kriegsende wurde er inhaftiert und 1947 im Wilhelmstraßen-Prozess unter Punkt V angeklagt:
Kriegsverbrechen und Verbrechen gegen die Menschlichkeit: Gräueltaten und Vergehen gegen die Zivilbevölkerung. Verfolgung von Juden, Katholiken und anderen Minderheiten
Sein Verteidiger war Bernd Vorwerk.
„Der Angeklagte ist nicht im Zeugenstand erschienen und hat nicht in eigener Sache ausgesagt.“ Bei dem von der Anklagebehörde (Robert Kempner) gegen Erdmannsdorff vorgelegten Beweismaterial stellte das Gericht Verfahrensfehler der Anklagebehörde fest und zog daher bestimmte „Exhibits und Zeugenaussagen nicht in Betracht“.
„Wir halten es für sicher, daß Erdmannsdorff von den gegen die Menschlichkeit verstoßenden Verbrechen, die an den Juden begangen wurden, … Kenntnis gehabt hat. Aber … das ist bei weitem nicht ausreichend, um eine Verurteilung zu rechtfertigen.“
„Er war wenig mehr als ein Bürovorsteher“. Dies war für einen Karrierebeamten keine schmeichelhafte Beurteilung, sie ersparte ihm aber eine Verurteilung und die weitere Inhaftierung. Seine Verteidigung hatte Bernhard Vorwerk übernommen, assistiert von Friedrich Franz von Papen.